# 图尔努达尔雷 (上比利牛斯省)
图尔努达尔雷（法語：Tournous-Darré）是法国上比利牛斯省的一个市镇，属于塔布区（Tarbes）拜斯河畔特里耶县（Trie-sur-Baïse）。该市镇总面积5.63平方公里，2009年时的人口为82人。

## 人口
图尔努达尔雷人口变化图示